# Andreas Lux

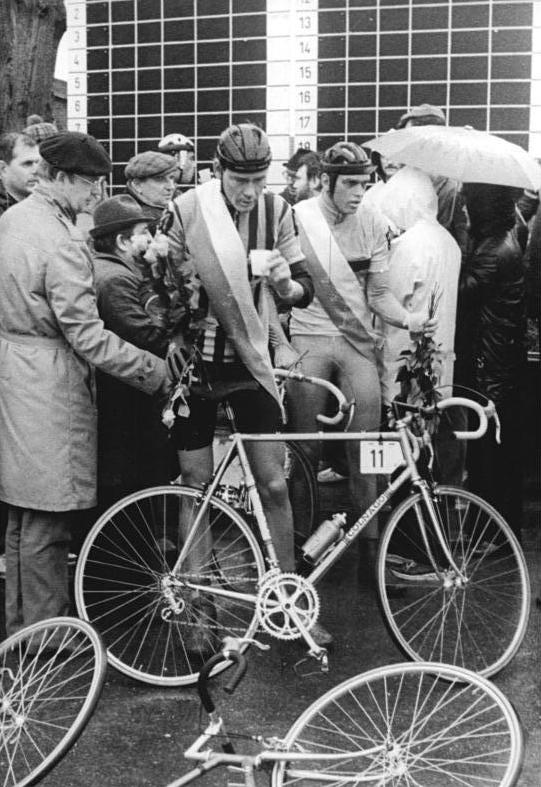
Andreas Lux (Mitte) mit Olaf Ludwig (rechts) im Jahr 1987

Andreas Lux (* 2. Oktober 1964 in Leipzig; † 19. April 2020 ebenda) war ein deutscher Radrennfahrer und DDR-Meister im Radsport.

## Sportliche Laufbahn
Lux startete für den SC DHfK Leipzig. Mit seiner Körpergröße von 1,90 Meter war er einer der auffälligsten Fahrer im Peloton. Sein erster bedeutender Erfolg war der Sieg bei der UCI-Straßen-Weltmeisterschaften der Junioren im Mannschaftszeitfahren 1982 mit Uwe Ampler, Jens Heppner und Jan Gloßmann. Im Einzelrennen dieser Weltmeisterschaft wurde er Zweiter. Ab 1983 startete er in DDR-Leistungsklasse der Männer des DDR-Radsportverbandes. Er gewann mit dem Lausitz-Cup eine kleinere Etappenfahrt und wurde für Auslandsstarts bei den Rundfahrten in Tunesien und Polen nominiert. Mit dem dritten Platz in der Tunesien-Rundfahrt 1983 erzielte er einen Achtungserfolg, der zudem seine beste Platzierung in einer Landesrundfahrt während seiner gesamten Laufbahn blieb. In der Polen-Rundfahrt wurde er in jener Saison Sechster. Ebenfalls 1983 bestritt er seine erste DDR-Rundfahrt, die er als 45. beendete, ein 30. Platz in der Gesamtwertung 1986 war in dieser Rundfahrt sein bestes Ergebnis. Lux siegte 1985 zum Saisonauftakt im Rennen Berlin–Bad Freienwalde–Berlin.
1985 gewann er den DDR-Meistertitel im Mannschaftszeitfahren mit seinem Leipziger Verein mit neuem DDR-Rekord, obwohl Lux fast die gesamte Distanz mit einem defekten Hinterrad zurücklegen musste. Er bestritt weitere Landesrundfahrten in den Niederlanden, der Slowakei, Österreich, Kuba, Belgien und Bulgarien. Auf nationaler Ebene gewann er einige traditionelle Rennen wie 1986 und 1987 Rund um die Braunkohle und 1985 Berlin–Leipzig.
Wie fast alle Straßenfahrer der DDR startete Lux auch auf der Bahn der Werner-Seelenbinder-Halle in Berlin. Dort gewann er die „Internationale Zweier-Mannschaftsmeisterschaft“ 1988 mit Jan Schur als Partner.
1990 wechselte er in das Team Cologne. Er beendete 1993 seine Laufbahn.

## Familiäres
Andreas Lux war der Sohn des deutschen Radsportlers und Trainers Günter Lux, der in den 1960er Jahren aktiv war.
Lux starb am 19. April 2020.